# 杨延虎等贪污案
杨延虎等贪污案是一起发生于中华人民共和国浙江省内的贪污案件，主要涉事人杨延虎时为浙江义乌国际商贸城的建设决策领导之一。此案中，杨延虎利用他的职务便利，为获取非法利益，安排了亲属的拆迁安置等行为，因此被判处执行有期徒刑十八年。这一案件被中华人民共和国最高人民法院列入第三批指导性案例。

## 背景
2000年8月，浙江省计划对中国小商品城福田市场进行改造，时任义乌市人民代表大会常务委员会副主任的杨延虎是这一计划的建设领导小组副组长，全面主持相关工作。2002年，义乌市某村被列入拆迁和旧村改造范围，杨延虎借此机会试图非法侵占国家利益。

## 案件审理
2008年1月17日，杨延虎案发被拘留并在30日被正式逮捕。金华市人民检察院后将杨延虎以贪污罪、受贿罪；郑新潮、王月芳以贪污罪起诉至金华市中级人民法院。检察院提供了杨延虎等人的犯罪事实如下：
1. 2001年至2007年间，杨延虎利用职务便利，为义乌市福田市政工程有限公司、杭州信诚暖通工程有限公司、义乌市中宝塑胶有限公司、浙江东方之星饰品有限公司、河北省石家庄市华运仓储服务有限公司在承揽工程、拆迁安置、国有土地受让等事项上谋取利益，先后非法收受或索取上述单位负责人吴潮奎、杨如玉、傅红花、童昌茂、陈旭良所送的人民币57万元，其中索贿5万元。
2. 2002年，炮制文书，利用职务便利为被告人王月芳、王联祥非法分别获得72、54平米的国有划拨土地为其建设用地。